# Monique Noirot
Monique Noirot z domu Wideman (ur. 10 października 1941 w Talence) – francuska lekkoatletka, sprinterka, medalistka mistrzostw Europy z 1966.
Początkowo startowała w biegach na 100 metrów i 200 metrów, a później specjalizowała się w biegu na 400 metrów. Zdobyła brązowy  medal w biegu na 400 metrów na mistrzostwach Europy w 1966 w Budapeszcie. Nie ukończyła biegu półfinałowego na tym dystansie na europejskich igrzyskach halowych w 1967 w Pradze.
Na igrzyskach olimpijskich w 1968 w Meksyku Noirot odpadła w półfinale biegu na 400 metrów. Wystąpiła w sztafecie 4 × 400 metrów na mistrzostwach Europy w 1971 w Helsinkach, lecz sztafeta francuska nie ukończyła biegu finałowego.
Noirot była mistrzynią Francji w biegu na 200 metrów w 1964 oraz w biegu na 400 metrów w latach 1965-1967, wicemistrzynią w biegu na 100 metrów w 1960, w biegu na 200 metrów w 1960 i 1965 oraz w biegu na 400 metrów w 1968, a także brązową medalistką na 100 metrów w 1961, na 200 metrów w 1961 i 1963 oraz na 400 metrów w 1970 i 1971.
Monique Noirot była trzykrotną rekordzistką Francji w biegu na 400 metrów do wyniku 53,1 s (15 października 1967 w Meksyku).
Jej syn Olivier Noirot był również lekkoatletą, rekordzistą Francji na 400 metrów.